# Сатурн (премия, 1991)
17-я церемония вручения наград премии «Сатурн» за заслуги в области фантастики, фэнтези и фильмов ужасов за 1989 и 1990 годы состоялась 26 июня 1991 года.

## Лауреаты и номинанты
Победители указаны первыми, выделены жирным шрифтом и  отдельным цветом. 

### Кино-награды
| Категории                          | Лауреаты и номинанты | Лауреаты и номинанты                                                                    |
| ---------------------------------- | --- | --------------------------------------------------------------------------------------- |
| Лучший научно-фантастический фильм | • Вспомнить всё / Total Recall | • Вспомнить всё / Total Recall                                                          |
| Лучший научно-фантастический фильм | • Бездна / The Abyss |                                                                                         |
| Лучший научно-фантастический фильм | • Назад в будущее 2 / Back to the Future Part II                                                                                               |                                                                                         |
| Лучший научно-фантастический фильм | • Назад в будущее 3 / Back to the Future Part III                                                                                              |                                                                                         |
| Лучший научно-фантастический фильм | • Невероятные приключения Билла и Теда / Bill & Ted’s Excellent Adventure                                                                      |                                                                                         |
| Лучший научно-фантастический фильм | • Коматозники / Flatliners |                                                                                         |
| Лучший научно-фантастический фильм | • Дорогая, я уменьшил детей / Honey, I Shrunk the Kids                                                                                         |                                                                                         |
| Лучший научно-фантастический фильм | • Робот-полицейский 2 / RoboCop 2 |                                                                                         |
| Лучший научно-фантастический фильм | • Дрожь земли / Tremors |                                                                                         |
| Лучший фильм-фэнтези               | • Привидение / Ghost | • Привидение / Ghost                                                                    |
| Лучший фильм-фэнтези               | • Приключения барона Мюнхгаузена / The Adventures of Baron Munchausen                                                                          |                                                                                         |
| Лучший фильм-фэнтези               | • Всегда / Always |                                                                                         |
| Лучший фильм-фэнтези               | • Бэтмен / Batman |                                                                                         |
| Лучший фильм-фэнтези               | • Дик Трейси / Dick Tracy |                                                                                         |
| Лучший фильм-фэнтези               | • Поле его мечты / Field of Dreams |                                                                                         |
| Лучший фильм-фэнтези               | • Гремлины 2: Новенькая партия / Gremlins 2: The New Batch                                                                                     |                                                                                         |
| Лучший фильм-фэнтези               | • Индиана Джонс и последний крестовый поход / Indiana Jones and the Last Crusade                                                               |                                                                                         |
| Лучший фильм-фэнтези               | • Черепашки-ниндзя / Teenage Mutant Ninja Turtles                                                                                              |                                                                                         |
| Лучший фильм ужасов                | • Арахнофобия / Arachnophobia | • Арахнофобия / Arachnophobia                                                           |
| Лучший фильм ужасов                | • Невеста реаниматора / Bride of Re-Animator                                                                                                   |                                                                                         |
| Лучший фильм ужасов                | • Человек тьмы / Darkman |                                                                                         |
| Лучший фильм ужасов                | • Изгоняющий дьявола 3 / The Exorcist III |                                                                                         |
| Лучший фильм ужасов                | • Муха 2 / The Fly II |                                                                                         |
| Лучший фильм ужасов                | • Страж / The Guardian |                                                                                         |
| Лучший фильм ужасов                | • Ночной народ / Nightbreed |                                                                                         |
| Лучший фильм ужасов                | • Кладбище домашних животных / Pet Sematary |                                                                                         |
| Лучший фильм ужасов                | • Святая кровь / Santa sangre |                                                                                         |
| Лучший актёр                       | | • Джефф Дэниэлс — «Арахнофобия» (за роль доктора Росса Дженнингса)                      |
| Лучший актёр                       | • Уоррен Битти — «Дик Трейси» (за роль Дика Трейси)                                                                                            |                                                                                         |
| Лучший актёр                       | • Харрисон Форд — «Индиана Джонс и последний крестовый поход» (за роль Индианы Джонса)                                                         |                                                                                         |
| Лучший актёр                       | • Эд Харрис — «Бездна» (за роль Вёрджила «Бада» Бригмана)                                                                                      |                                                                                         |
| Лучший актёр                       | • Аксель Ходоровски — «Святая кровь» (за роль Феникса)                                                                                         |                                                                                         |
| Лучший актёр                       | • Лиам Нисон — «Человек тьмы» (за роль Пейтона Уэслейка / Человека тьмы)                                                                       |                                                                                         |
| Лучший актёр                       | • Джек Николсон — «Бэтмен» (за роль Джека Напье / Джокера)                                                                                     |                                                                                         |
| Лучший актёр                       | • Арнольд Шварценеггер — «Вспомнить всё» (за роль Дугласа Куэйда / Хаузера)                                                                    |                                                                                         |
| Лучший актёр                       | • Патрик Суэйзи — «Привидение» (за роль Сэма Уита)                                                                                             |                                                                                         |
| Лучшая актриса                     | Деми Мур в 1989 году | • Деми Мур — «Привидение» (за роль Молли Дженсен)                                       |
| Лучшая актриса                     | Деми Мур в 1989 году | • Джули Кармен — «Ночь страха 2» (за роль Реджины Дандридж)                             |
| Лучшая актриса                     | Деми Мур в 1989 году | • Бланка Герра — «Святая кровь» (за роль Кончи)                                         |
| Лучшая актриса                     | Деми Мур в 1989 году | • Анжелика Хьюстон — «Ведьмы» (за роль мисс Евы Эрнст / Великой Верховной Ведьмы)       |
| Лучшая актриса                     | Деми Мур в 1989 году | • Николь Кидман — «Мёртвый штиль» (за роль Рэй Инграм)                                  |
| Лучшая актриса                     | Деми Мур в 1989 году | • Мадонна — «Дик Трейси» (за роль певицы Махоуни)                                       |
| Лучшая актриса                     | Деми Мур в 1989 году | • Мэри Элизабет Мастрантонио — «Бездна» (за роль Линдси Бригман)                        |
| Лучшая актриса                     | Деми Мур в 1989 году | • Элли Шиди — «Страх» (за роль Кейси Бриджес)                                           |
| Лучшая актриса                     | Деми Мур в 1989 году | • Дженни Райт — «Я, сумасшедший» (за роль Вирджинии)                                    |
| Лучший актёр второго плана         | | • Томас Ф. Уилсон — «Назад в будущее 3» (за роль Бьюфорда Таннена / Биффа Таннена)      |
| Лучший актёр второго плана         | • Джеффри Комбс — «Невеста реаниматора» (за роль доктора Герберта Уэста)                                                                       |                                                                                         |
| Лучший актёр второго плана         | • Брэд Дуриф — «Изгоняющий дьявола 3» (за роль убийцы)                                                                                         |                                                                                         |
| Лучший актёр второго плана         | • Ларри Дрэйк — «Человек тьмы» (за роль Роберта Дж. Дюранта)                                                                                   |                                                                                         |
| Лучший актёр второго плана         | • Джон Гловер — «Гремлины 2: Новенькая партия» (за роль Дениэла Клэмпа)                                                                        |                                                                                         |
| Лучший актёр второго плана         | • Тони Голдуин — «Привидение» (за роль Карла Брюнера)                                                                                          |                                                                                         |
| Лучший актёр второго плана         | • Джон Гудмен — «Арахнофобия» (за роль Делберта МакКлинтока)                                                                                   |                                                                                         |
| Лучший актёр второго плана         | • Аль Пачино — «Дик Трейси» (за роль «Большого Парня Каприза»)                                                                                 |                                                                                         |
| Лучший актёр второго плана         | • Роберт Пикардо — «Гремлины 2: Новенькая партия» (за роль Форстера)                                                                           |                                                                                         |
| Лучшая актриса второго плана       | Вупи Голдберг | • Вупи Голдберг — «Привидение» (за роль Оды Мэй Браун)                                  |
| Лучшая актриса второго плана       | Вупи Голдберг | • Ким Бейсингер — «Бэтмен» (за роль Вики Вэйл)                                          |
| Лучшая актриса второго плана       | Вупи Голдберг | • Финн Картер — «Дрожь земли» (за роль Ронды Лебек)                                     |
| Лучшая актриса второго плана       | Вупи Голдберг | • Риба Макинтайр — «Дрожь земли» (за роль Хизер Гаммер)                                 |
| Лучшая актриса второго плана       | Вупи Голдберг | • Джулия Робертс — «Коматозники» (за роль Рэйчел Маннус)                                |
| Лучшая актриса второго плана       | Вупи Голдберг | • Дженни Сигроув — «Страж» (за роль Камиллы)                                            |
| Лучшая актриса второго плана       | Вупи Голдберг | • Мэри Стинберджен — «Назад в будущее 3» (за роль Клары Клейтон)                        |
| Лучшая актриса второго плана       | Вупи Голдберг | • Рэйчел Тикотин — «Вспомнить всё» (за роль Мелины)                                     |
| Лучшая актриса второго плана       | Вупи Голдберг | • Май Сеттерлинг — «Ведьмы» (за роль бабушки Хельги Ившим)                              |
| Лучший молодой актёр или актриса   | Адан Ходоровски | • Адан Ходоровски — «Святая кровь» (за роль Феникса (в юности))                         |
| Лучший молодой актёр или актриса   | Адан Ходоровски | • Томас Уилсон Браун — «Дорогая, я уменьшил детей» (за роль Рассела Томпсона, младшего) |
| Лучший молодой актёр или актриса   | Адан Ходоровски | • Гэбриел Дэймон — «Робот-полицейский 2» (за роль Хоба)                                 |
| Лучший молодой актёр или актриса   | Адан Ходоровски | • Джейсен Фишер — «Ведьмы» (за роль Люка Ившима)                                        |
| Лучший молодой актёр или актриса   | Адан Ходоровски | • Чарли Корсмо — «Дик Трейси» (за роль Кида)                                            |
| Лучший молодой актёр или актриса   | Адан Ходоровски | • Брайан Мадорски — «Странные родители» (за роль Майкла Ламля)                          |
| Лучший молодой актёр или актриса   | Адан Ходоровски | • Роберт Оливери — «Дорогая, я уменьшил детей» (за роль Ника Шалински)                  |
| Лучший молодой актёр или актриса   | Адан Ходоровски | • Джэред Раштон — «Дорогая, я уменьшил детей» (за роль Рональда «Рона» Томпсона)        |
| Лучший молодой актёр или актриса   | Адан Ходоровски | • Фавиола Эленка Тапия — «Святая кровь» (за роль Альмы (в юности))                      |
| Лучший режиссёр                    | Джеймс Кэмерон | • Джеймс Кэмерон за фильм «Бездна»                                                      |
| Лучший режиссёр                    | Джеймс Кэмерон | • Клайв Баркер — «Ночной народ»                                                         |
| Лучший режиссёр                    | Джеймс Кэмерон | • Джо Данте — «Гремлины 2: Новенькая партия»                                            |
| Лучший режиссёр                    | Джеймс Кэмерон | • Алехандро Ходоровски — «Святая кровь»                                                 |
| Лучший режиссёр                    | Джеймс Кэмерон | • Фрэнк Маршалл — «Арахнофобия»                                                         |
| Лучший режиссёр                    | Джеймс Кэмерон | • Сэм Рэйми — «Человек тьмы»                                                            |
| Лучший режиссёр                    | Джеймс Кэмерон | • Пол Верховен — «Вспомнить всё»                                                        |
| Лучший режиссёр                    | Джеймс Кэмерон | • Роберт Земекис — «Назад в будущее 3»                                                  |
| Лучший режиссёр                    | Джеймс Кэмерон | • Джерри Цукер — «Привидение»                                                           |
| Лучший сценарий                    | | • Уильям Питер Блэтти — «Изгоняющий дьявола 3»                                          |
| Лучший сценарий                    | • Джеймс Кэмерон — «Бездна» |                                                                                         |
| Лучший сценарий                    | • Джерри Белсон — «Всегда» |                                                                                         |
| Лучший сценарий                    | • Дон Джекоби и Уэсли Стрик — «Арахнофобия» |                                                                                         |
| Лучший сценарий                    | • Фил Олден Робинсон — «Поле его мечты» |                                                                                         |
| Лучший сценарий                    | • Брюс Джоэл Рубин — «Привидение» |                                                                                         |
| Лучший сценарий                    | • Джеффри Боум — «Индиана Джонс и последний крестовый поход»                                                                                   |                                                                                         |
| Лучший сценарий                    | • Рональд Шусетт, Дэн О`Бэннон и Гэри Голдмен — «Вспомнить всё»                                                                                |                                                                                         |
| Лучшая музыка                      | Алан Сильвестри | • Алан Сильвестри — «Назад в будущее 3»                                                 |
| Лучшая музыка                      | Алан Сильвестри | • Алан Сильвестри — «Бездна»                                                            |
| Лучшая музыка                      | Алан Сильвестри | • Кристофер Янг — «Муха 2»                                                              |
| Лучшая музыка                      | Алан Сильвестри | • Морис Жарр — «Привидение»                                                             |
| Лучшая музыка                      | Алан Сильвестри | • Джерри Голдсмит — «Гремлины 2: Новенькая партия»                                      |
| Лучшая музыка                      | Алан Сильвестри | • Джек Хьюс — «Страж»                                                                   |
| Лучшая музыка                      | Алан Сильвестри | • Джеймс Хорнер — «Дорогая, я уменьшил детей»                                           |
| Лучшая музыка                      | Алан Сильвестри | • Саймон Босуэлл — «Святая кровь»                                                       |
| Лучшая музыка                      | Алан Сильвестри | • Джерри Голдсмит — «Вспомнить всё»                                                     |
| Лучшая музыка                      | Алан Сильвестри | • Стенли Майерс — «Ведьмы»                                                              |
| Лучшие костюмы                     | • Эрика Эделл Филлипс — «Вспомнить всё» | • Эрика Эделл Филлипс — «Вспомнить всё»                                                 |
| Лучшие костюмы                     | • Габриэлла Пескуччи — «Приключения барона Мюнхгаузена»                                                                                        |                                                                                         |
| Лучшие костюмы                     | • Джоанна Джонстон — «Назад в будущее 2» |                                                                                         |
| Лучшие костюмы                     | • Джоанна Джонстон — «Назад в будущее 3» |                                                                                         |
| Лучшие костюмы                     | • Боб Рингвуд — «Бэтмен» |                                                                                         |
| Лучшие костюмы                     | • Джилл М. Оханнесон — «Невероятные приключения Билла и Теда»                                                                                  |                                                                                         |
| Лучшие костюмы                     | • Милена Канонеро — «Дик Трейси» |                                                                                         |
| Лучшие костюмы                     | • Энтони Пауэлл и Джоанна Джонстон — «Индиана Джонс и последний крестовый поход»                                                               |                                                                                         |
| Лучшие костюмы                     | • Алонсо Уилсон, Леся Либер, Ксения Бейт, Фиона Казали и Мэриан Китинг — «Черепашки-ниндзя»                                                    |                                                                                         |
| Лучший грим                        | • John Caglione Jr., Даг Декслер и Шери Миннс — «Дик Трейси»                                                                                   | • John Caglione Jr., Даг Декслер и Шери Миннс — «Дик Трейси»                            |
| Лучший грим                        | • Мэгги Уэстон и Фабрицио Сфорца — «Приключения барона Мюнхгаузена»                                                                            |                                                                                         |
| Лучший грим                        | • Кен Чейз, Майкл Миллс и Кенни Майерс — «Назад в будущее 2»                                                                                   |                                                                                         |
| Лучший грим                        | • Пол Энгелен, Линда Армстронг и Ник Дадмэн — «Бэтмен»                                                                                         |                                                                                         |
| Лучший грим                        | • Тони Гарднер и Ларри Хэмлин — «Человек тьмы»                                                                                                 |                                                                                         |
| Лучший грим                        | • Стефан Дюпюи, Dennis Pawlik, Jo-Anne Smith-Ojeil, Jayne Dancose — «Муха 2»                                                                   |                                                                                         |
| Лучший грим                        | • Боб Кин и Джеффри Портасс — «Ночной народ»                                                                                                   |                                                                                         |
| Лучший грим                        | • Роб Боттин, Джефф Доун, Крэйг Беркли и Робин Уайсс — «Вспомнить всё»                                                                         |                                                                                         |
| Лучший грим                        | • Джон Стефенсон — «Ведьмы» |                                                                                         |
| Лучшие спецэффекты                 | • Кен Ралстон (Industrial Light & Magic (ILM)) — «Назад в будущее 2»                                                                           | • Кен Ралстон (Industrial Light & Magic (ILM)) — «Назад в будущее 2»                    |
| Лучшие спецэффекты                 | • (Industrial Light & Magic (ILM), Dream Quest Images, Fantasy II Film Effects, Wonderworks) — «Бездна»                                        |                                                                                         |
| Лучшие спецэффекты                 | • Ричард Конуэй, Кент Хьюстон — «Приключения барона Мюнхгаузена»                                                                               |                                                                                         |
| Лучшие спецэффекты                 | • Брюс Николсон, John T. Van Vliet, Ричард Эдланд, Лора Бафф — «Привидение»                                                                    |                                                                                         |
| Лучшие спецэффекты                 | • Рик Бейкер, Кен Пепиот, Дэннис Михелсон — «Гремлины 2: Новенькая партия»                                                                     |                                                                                         |
| Лучшие спецэффекты                 | • Рик Фиктер, Дэвид Сосалла, Питер Чесни — «Дорогая, я уменьшил детей»                                                                         |                                                                                         |
| Лучшие спецэффекты                 | • Фил Типпетт, Роб Боттин, Питер Куран — «Робот-полицейский 2»                                                                                 |                                                                                         |
| Лучшие спецэффекты                 | • Томас Л. Фишер, Эрик Бревиг, Роб Боттин (Dream Quest Images, Industrial Light & Magic (ILM), Stetson Visual Services Inc.) — «Вспомнить всё» |                                                                                         |
| Лучшие спецэффекты                 | • Том Вудрафф мл., Алек Гиллис (4-Ward Productions, Illusion Arts Inc., Fantasy II Film Effects) — «Дрожь земли»                               |                                                                                         |

### Телевизионная награда
| Категория                                                 | Лауреат                                                               |
| --------------------------------------------------------- | --------------------------------------------------------------------- |
| Лучший жанровый телесериал (Best Genre Television Series) | • Звёздный путь: Следующее поколение / Star Trek: The Next Generation |

## Специальные награды
| Награда              | Лауреаты          |
| -------------------- | ----------------- |
| Специальная награда  | • Майкл Бин       |
| Специальная награда  | • Уотсон Гарман   |
| Премия Джорджа Пала  | • Уильям Фридкин  |
| Президентская премия | • Бэтмен / Batman |